# Monjarás
Monjarás è un comune (corregimiento) della Repubblica di Panama situato nel distretto di Calobre, provincia di Veraguas. Si estende su una superficie di 43,1 km² e conta una popolazione di 585 abitanti (censimento 2010).